# Аксис
Аксис (на латински: axis), наричан още епистрофей или осев, е вторият шиен прешлен при животните. Филогенетично се появява за пръв път при влечугите. Разположен е непосредствено зад атласа. Двата прешлена са свързани със специална става (на латински: articulatio atlantoaxialis), която позволява на главата да се завърта вляво и вдясно, по надлъжната ос на гръбначния стълб.